# Draft 2016 de la NBA
2015 2017
La draft 2016 de la NBA est la 70e draft annuelle de la National Basketball Association (NBA), se déroulant en amont de la saison 2016-2017. Elle a lieu le jeudi 23 juin 2016 au Barclays Center de Brooklyn. Elle est retransmise sur la chaîne de ESPN aux États-Unis et sur la chaîne beIN Sports en France.
La draft de la NBA est un événement annuel où les joueurs des universités ayant au moins 19 ans le jour de la draft et ayant quitté le lycée depuis au minimum 1 an sont choisis pour jouer dans une équipe professionnelle de la National Basketball Association (NBA). Les joueurs étrangers de plus de 19 ans sont eux aussi éligibles.
La loterie pour désigner la franchise qui choisit en première un joueur, consiste en une loterie pondérée : parmi les équipes non qualifiées en playoffs, les chances de remporter le premier choix sont de 25% pour la plus mauvaise équipe, et de 0,5% pour la « moins mauvaise », où chaque équipe se voit confier aléatoirement 250 à 5 combinaisons différentes.
Ben Simmons est choisi en premier choix par les 76ers de Philadelphie, il devient le second australien sélectionné en première position, après Andrew Bogut. Il ne dispute pas le moindre de match sur la saison 2016-2017, il commence sa carrière l'année suivante où il sera élu NBA Rookie of the Year. C'est Malcolm Brogdon, sélectionné en 36e choix par les Bucks de Milwaukee, qui remporte le titre de NBA Rookie of the Year sur cette saison.
Cette draft est sortable pour avoir vu la sélection du plus grand nombre de joueurs internationaux avec 28 joueurs venant hors des États-Unis. Fred VanVleet, joueur non sélectionné au cours de cette draft, est devenu All-Star en 2022.

## Règles d'éligibilité
La draft est menée en vertu des règles d'admissibilité établies dans la nouvelle convention collective de 2011, désignée sous le terme de Collective Bargaining Agreement ou CBA. Cette convention est signée entre la ligue et le syndicat des joueurs. Le CBA qui a mis fin au lock-out de 2011 n'a institué aucun changement immédiat à la draft, mais a appelé à un comité de propriétaires et de joueurs pour discuter des changements à venir. À partir de 2012, les règles d'admissibilité de base pour la draft sont listés ci-dessous :
- Tous les joueurs repêchés (draftés) doivent avoir au moins 19 ans au cours de l'année civile de la draft. En termes de dates, les joueurs admissibles au repêchage de 2015 doivent être nés avant le 31 décembre 1997[7].
- Tout joueur qui n'est pas un « joueur international », tel que défini par le CBA, doit être retiré au moins un an de sa classe de lycée[7]. Le CBA définit les « joueurs internationaux » comme des joueurs qui ont résidé de manière permanente en dehors des États-Unis pendant trois ans avant la draft, qui n'ont pas terminé l'école secondaire aux États-Unis, et n'ont jamais été inscrits dans un collège ou une université américaine[7].

L'exigence de base pour l'admissibilité automatique pour un joueur américain est l'achèvement de son admissibilité au collège. Les joueurs qui répondent à la définition du CBA des « joueurs internationaux » sont automatiquement admissibles si leur 22e anniversaire tombe pendant l'année civile de la draft (c'est-à-dire nés avant le 31 décembre 1994). Les joueurs américains qui ont arrêté au moins un an leurs études secondaires et qui ont joué au basket-ball dans les ligues mineures avec une équipe en dehors de la NBA sont également automatiquement admissibles.
Un joueur qui n'est pas automatiquement admissible doit déclarer son éligibilité pour la draft en informant les bureaux NBA par écrit au plus tard 60 jours avant la draft. Pour la draft de 2015, cette date est tombée le 26 avril. Selon les règles de la NCAA, les joueurs ont seulement jusqu'en avril pour se retirer de la draft et de maintenir leur admissibilité au collège.
Un joueur qui a embauché un agent perd son admissibilité pour les années de collège restantes. En outre, le CBA permet à un joueur de se retirer de la draft à deux reprises.

## Candidats
Après la date limite d'inscription à la draft, 162 underclassmen, dont 45 joueurs internationaux. Ils ont jusqu’au 13 juin pour retirer leur nom de la draft,,,.

### Joueurs universitaires
109 joueurs se sont inscrits à la draft. Les étudiants sont classés selon leurs années d'étude.
| Freshman : 1re année | Sophomore : 2e année | Junior : 3e année |

| - Rosco Allen – F, Stanford (junior) - Tony Anderson – F, Southeast Missouri State (freshman) - Wade Baldwin IV – G, Vanderbilt (sophomore) - Anthony « Cat » Barber – G, North Carolina State (junior) - Malik Beasley – G/F, Florida State (freshman) - DeAndre’ Bembry – G, Saint Joseph's (junior) - / Ben Bentil – F, Providence (sophomore) - Jaylen Brown – F, Californie (freshman) - Lamous Brown – C, USU Eastern (CC) (sophomore) - Kareem Canty – G, Auburn (junior) - Robert Carter – F, Maryland (junior) - Marquese Chriss – F, Washington (freshman) - Deyonta Davis – PF, Michigan State (freshman) - Cheick Diallo – F/C, Kansas (freshman) - Kris Dunn – G, Providence (junior) - Henry Ellenson – F, Marquette (freshman) - Kay Felder – G, Oakland (junior) - Brannen Greene – G/F, Kansas (junior) - Daniel Hamilton – G/F, Connecticut (sophomore) - Cedric Happi Noube – C, Virginia Union (junior) - Jordan Hare – F, Rhode Island (junior) - Brandon Ingram – F, Duke (freshman) - Demetrius Jackson – G, Notre Dame (junior) - Julian Jacobs – G, USC (junior) - / Stefan Janković – F, Hawaï (junior) - Anthony January – F, Cal State San Bernardino (junior) - Damian Jones – F/C Vanderbilt (junior) - Derrick Jones Jr. – F, UNLV (freshman) - Nikola Jovanović – C, USC (junior) - Skal Labissière – F/C, Kentucky (freshman) | - Jermaine Lawrence – F, Manhattan (sophomore) - / Thon Maker – F/C, Athlete Institute (postgraduate) [Canada] - / Emmanuel Malou – F, Yuba College (sophomore) - Patrick McCaw – G, UNLV (sophomore) - Zak McLaughlin – F/C, Gadsden State (CC) (freshman) - Dejounte Murray – G, Washington (freshman) - Jamal Murray – G, Kentucky (freshman) - Mamadou N'Diaye – C, UC Irvine (junior) - Chris Obekpa – F, UNLV (junior) - Goodluck Okonoboh – C, UNLV (sophomore) - Chinanu Onuaku – F, Louisville (sophomore) - Jakob Pöltl – C, Utah (sophomore) - Tim Quarterman – G, LSU (junior) - Jalen Reynolds – F, Xavier (freshman) - Malachi Richardson – G, Syracuse (freshman) - Domantas Sabonis – F/C, Gonzaga (sophomore) - Wayne Selden Jr. – G, Kansas (junior) - / Ingrid Sewa – F/C, Arizona Western College (CC) (sophomore) - Pascal Siakam – F, New Mexico State (sophomore) - Ben Simmons – F, LSU (freshman) - Diamond Stone – C, Maryland (freshman) - Isaiah Taylor – G, Texas (junior) - Tyler Ulis – G, Kentucky (sophomore) - Aaron Valdes – G, Hawaï (junior) - James Webb III – F, Boise State (junior) - Isaiah Whitehead – G, Seton Hall (sophomore) - Devin Williams – F, West Virginia (junior) - Troy Williams – F, Indiana (junior) - Stephen Zimmerman – C, UNLV (freshman) |

### Joueurs internationaux
Les 45 joueurs internationaux suivants ont entre 17 et 22 ans :
| - Marko Arapović – F/C, Cedevita Zagreb (Croatie) - Ege Arar – F, Galatasaray Odeabank (Turquie) - Edin Atić – G/F, Spars Sarajevo (Bosnie-Herzégovine) - Gracin Bakumanya – C/F, Olympique d'Antibes (France) - Romaric Belemene – F, Clinicas Rincón Axarquía (Espagne) - / Dragan Bender – F/C, Maccabi FOX Tel Aviv (Israël) - Metecan Birsen, – F, İstanbul Büyükşehir Belediyespor (Turkey) - Axel Bouteille – G, Élan chalonnais (France) - Isaïa Cordinier – G, ASC Denain-Voltaire PH (France) - Petr Cornelie – F, Le Mans Sarthe Basket (France) - / Ilimane Diop – F, Laboral Kutxa (Espagne) - Youssoupha Fall – C, Le Mans Sarthe Basket (France) - Diego Flaccadori – G, Aquila Basket Trento (Italie) - Michael Fosuk – C, Proximus Spirou Charleroi (Belgique) - Marko Gudurić, G/F, Étoile rouge de Belgrade (Serbie) - Egemen Güven – C, Pınar Karşıyaka (Turquie) - Ludvig Håkanson – G, Baloncesto Sevilla (Espagne) - Juancho Hernangómez – F, Movistar Estudiantes (Espagne) - Ognjen Jaramaz, PG, KK Mega Leks (Serbie) - Alpha Kaba – F/C, KK Mega Leks (Serbie) - Vincent Kesteloot – F, Crelan Okapi Aalstar (Belgique) - Furkan Korkmaz – G, Anadolu Efes Istanbul (Turquie) - Emircan Koşut – F/C, Anadolu Efes Istanbul (Turquie) | - Mathias Lessort – F, Élan chalonnais (France) - Luc Loubaki – G, Orléans Loiret Basket (France) - Timothé Luwawu – G/F, KK Mega Leks (Serbie) - Blaž Mesiček – G, Olimpija Ljubljana (Slovénie) - Aleksej Nikolić – G, Brose Baskets (Allemagne) - Yórgos Papayiánnis – C, Panathinaikós Athènes (Grèce) - Adam Pecháček – C, AZS Koszalin (Pologne) - Petar Rakićević – G/F, Metalac Valjevo (Serbie) - Martynas Sajus – C, Žalgiris Kaunas (Lituanie) - Jordan Shako – C, Baloncesto Torrelodones (Espagne) - Wesley Sena – C, Paschoalotto/Bauru (Brésil) - / Kenan Sipahi – G, Pınar Karşıyaka (Turquie) - Nik Slavica – F, Cibona Zagreb (Croatie) - Rolands Šmits – F, Baloncesto Fuenlabrada (Espagne) - / Emir Sulejmanović – F, Barcelona Lassa B (Espagne) - Berk Uğurlu – G, Fenerbahçe Istanbul (Turquie) - / Aleksandar Vezenkov – F, Barcelona Lassa (Espagne) - Guerschon Yabusele – F, Rouen Métropole (France), - Rade Zagorac – F/G, KK Mega Leks (Serbie) - Zhou Qi – C, Xinjiang Flying Tigers (Chine) - Ante Žižić – C, Cibona Zagreb (Croatie) - / Ivica Zubac – C, KK Mega Leks (Serbie) |

### Autres joueurs candidats automatiquement
Le critère d'admissibilité varie légèrement selon que le joueur est « international » ou non.
Pour les joueurs non internationaux, le contrat peut être avec une équipe non américaine.
La citoyenneté n'est pas un critère pour déterminer si un joueur est "international" sous la CBA.
Pour qu'un joueur soit "international" sous l'ABC, il doit répondre à tous les critères suivants :
- Résident à l'extérieur des États-Unis pendant au moins trois ans au moment de la draft.
- N'a pas terminé son cursus universitaire.
- N'a jamais été inscrit dans un collège ou une université américaine.

Les joueurs qui ne répondent pas aux critères pour les joueurs internationaux sont automatiquement admissibles s'ils répondent à l'un des critères suivants :
- Ils ont réussi leurs quatre années universitaires.
- S'ils ont obtenu leur diplôme d'études secondaires aux États-Unis, mais ne se sont pas inscrits dans un collège ou une université américaine, quatre années se sont écoulées depuis leur diplôme au lycée.
- Ils ont signé un contrat avec une équipe professionnelle qui ne fait pas partie de la NBA (comme une équipe de D-League), partout dans le monde et ont joué en vertu de ce contrat.

Les joueurs qui répondant aux critères pour les joueurs internationaux sont automatiquement admissibles s'ils répondent à l'un des critères suivants :
- Ils ont moins de 22 ans suivant le calendrier de l'année de la draft. En termes de dates, les joueurs nés le ou avant le 31 décembre 1994 sont automatiquement admissibles pour la draft 2016.
- Ils ont signé un contrat avec une équipe professionnelle qui ne fait pas partie de la NBA (comme une équipe de D-League), partout dans le monde et ont joué en vertu de ce contrat.

Sur la base des règles d'admissibilité, tous les joueurs qui ont terminé leur quatrième année de collège et tous les joueurs internationaux qui sont nés avant le 31 décembre 1994 sont automatiquement admissibles à la draft, les principaux sont :
| - Ron Baker – SG, Wichita State - / Joel Bolomboy – PF, Weber State - Malcolm Brogdon – SG, Virginie - Isaiah Cousins – SG, Oklahoma - Perry Ellis – PF, Kansas - Dorian Finney-Smith – SF, Floride - Michael Gbinije – SF, Syracuse - A.J. Hammons – C, Purdue - Buddy Hield – SG, Oklahoma - Prince Ibeh – C, Texas | - Brice Johnson – PF, Caroline du Nord - Jake Layman – SF, Maryland - Damion Lee – SG, Louisville - Caris LeVert – SG, Michigan - Sheldon McClellan – SG, Miami - Gary Payton II – PG, Oregon State - Taurean Prince – SF, Baylor - Jarrod Uthoff – PF, Iowa - Denzel Valentine – SF, Michigan State - Tyrone Wallace – PG, Californie |

Cependant, il y a d'autres joueurs qui sont devenus automatiquement admissibles bien qu'ils n'aient pas terminé leurs quatre années de collège.
- Brandon Austin – G/F, Orangeville A's (Canada), a quitté l'université en 2015 et joue professionnel depuis la saison 2015-2016.
- Geórgios Tsalmpoúris – F/C, AEK Athènes (Grèce), a quitté l'université en 2015 et joue professionnel depuis la saison 2015-2016.

D'autres joueurs, annoncés comme ayant de bonnes chances d'être choisis au premier tour décident finalement de poursuivre une saison de plus en NCAA :
- Christian Jones – F, St. John's (junior)
- Lee Moore – G, UTEP (junior)
- Ivan Rabb, Golden Bears de la Californie[57]
- Xavier Rathan-Mayes – G, Florida State (sophomore)
- Devin Robinson – F, Florida (sophomore)

Certains internationaux ont choisi de retirer leur nom de la draft et poursuivre en Europe :
- Santiago Yusta – G/F, Río Natura Monbús (Espagne)

## Loterie de la draft
Les 14 premiers choix de la draft appartiennent aux équipes qui ont raté les playoffs NBA, aussi appelés séries éliminatoires par les francophones d'Amérique du Nord. L'ordre a été déterminé par un tirage au sort. La loterie (lottery) a déterminé les trois équipes qui obtiennent les trois premiers choix de la draft (et leur ordre de choix). Les choix de premier tour restant et les choix du deuxième tour sont affectés aux équipes dans l'ordre inverse de leur bilan victoires-défaites lors de la saison 2015-2016. Elle a eu lieu le 17 mai 2016. Les 76ers de Philadelphie, qui ont le plus de chances d'avoir le premier choix, remportent la loterie.
Ci-dessous les chances de chaque équipe pour la loterie de la draft 2016.
| ^ | Signale le résultat de la loterie |

| Équipe                          | Bilan 2015-2016 | Chances d'avoir la loterie | Choix | Choix | Choix | Choix | Choix | Choix | Choix | Choix | Choix | Choix | Choix | Choix | Choix | Choix |
| Équipe                          | Bilan 2015-2016 | Chances d'avoir la loterie | 1er   | 2e    | 3e    | 4e    | 5e    | 6e    | 7e    | 8e    | 9e    | 10e   | 11e   | 12e   | 13e   | 14e   |
| ------------------------------- | --------------- | -------------------------- | ----- | ----- | ----- | ----- | ----- | ----- | ----- | ----- | ----- | ----- | ----- | ----- | ----- | ----- |
| 76ers de Philadelphie           | 10-72           | 250                        | ^25,0 | 21,5  | 17,8  | 35,7  | —     | —     | —     | —     | —     | —     | —     | —     | —     | —     |
| Lakers de Los Angeles           | 17-65           | 199                        | 19,9  | ^18,8 | 17,1  | 31,9  | 12,3  | —     | —     | —     | —     | —     | —     | —     | —     | —     |
| Nets de Brooklyn                | 21-61           | 156                        | 15,6  | 15,7  | ^15,6 | 22,6  | 26,5  | 4,0   | —     | —     | —     | —     | —     | —     | —     | —     |
| Suns de Phoenix                 | 23-59           | 119                        | 11,9  | 12,6  | 13,3  | ^9,9  | 35,0  | 16,1  | 1,3   | —     | —     | —     | —     | —     | —     | —     |
| Timberwolves du Minnesota       | 29-53           | 88                         | 8,8   | 9,7   | 10,7  | —     | ^26,1 | 36,0  | 8,4   | 0,4   | —     | —     | —     | —     | —     | —     |
| Pelicans de La Nouvelle-Orléans | 30-52           | 63                         | 6,3   | 7,1   | 8,1   | —     | —     | ^44,0 | 30,4  | 4,0   | 0,1   | —     | —     | —     | —     | —     |
| Knicks de New York              | 32-50           | 43                         | 4,3   | 4,9   | 5,8   | —     | —     | —     | ^59,9 | 23,2  | 1,8   | 0,0   | —     | —     | —     | —     |
| Kings de Sacramento             | 33-49           | 19                         | 1,9   | 2,2   | 2,7   | —     | —     | —     | —     | ^72,4 | 19,7  | 1,1   | 0,0   | —     | —     | —     |
| Nuggets de Denver               | 33-49           | 19                         | 1,9   | 2,2   | 2,7   | —     | —     | —     | —     | —     | ^78,4 | 14,3  | 0,5   | 0,0   | —     | —     |
| Bucks de Milwaukee              | 33-49           | 18                         | 1,8   | 2,1   | 2,5   | —     | —     | —     | —     | —     | —     | ^84,6 | 8,7   | 0,2   | 0,0   | —     |
| Magic d'Orlando                 | 35-47           | 8                          | 0,8   | 0,9   | 1,2   | —     | —     | —     | —     | —     | —     | —     | ^90,7 | 6,3   | 0,1   | 0,0   |
| Jazz de l'Utah                  | 40-42           | 7                          | 0,7   | 0,8   | 1,0   | —     | —     | —     | —     | —     | —     | —     | —     | ^93,5 | 3,9   | 0,0   |
| Wizards de Washington           | 41-41           | 6                          | 0,6   | 0,7   | 0,9   | —     | —     | —     | —     | —     | —     | —     | —     | —     | ^96,0 | 1,8   |
| Bulls de Chicago                | 42-40           | 5                          | 0,5   | 0,6   | 0,7   | —     | —     | —     | —     | —     | —     | —     | —     | —     | —     | ^98,2 |

## Draft

### Légende
| ^ | Signale un joueur qui a été intronisé au Basketball Hall of Fame                                                                |
| * | Signale un joueur qui a été sélectionné pour au moins un match annuel NBA All-Star Game et une récompense annuelle All-NBA Team |
| + | Signale un joueur qui a été sélectionné pour au moins un match annuel NBA All-Star Game                                         |
| x | Signale un joueur qui a été sélectionné pour au moins une récompense annuelle All-NBA Team                                      |
| R | Signale le joueur qui a remporté le titre de NBA Rookie of the Year                                                             |

### Premier tour
| Choix | Nom                     | Position           | Nationalité             | Équipe                                                                            | Provenance                   |
| ----- | ----------------------- | ------------------ | ----------------------- | --------------------------------------------------------------------------------- | ---------------------------- |
| 1     | Ben Simmons* R          | Ailier fort Meneur | Australie               | 76ers de Philadelphie                                                             | LSU                          |
| 2     | Brandon Ingram+         | Ailier             | États-Unis              | Lakers de Los Angeles                                                             | Duke                         |
| 3     | Jaylen Brown*           | Arrière Ailier     | États-Unis              | Celtics de Boston (En provenance de Brooklyn)                                     | Californie                   |
| 4     | Dragan Bender           | Ailier fort Pivot  | Croatie                 | Suns de Phoenix                                                                   | Maccabi Tel-Aviv (Israël)    |
| 5     | Kris Dunn               | Meneur             | États-Unis              | Timberwolves du Minnesota                                                         | Providence                   |
| 6     | Buddy Hield             | Arrière            | Bahamas                 | Pelicans de La Nouvelle-Orléans                                                   | Oklahoma                     |
| 7     | Jamal Murray            | Meneur             | Canada                  | Nuggets de Denver (En provenance de New York)                                     | Kentucky                     |
| 8     | Marquese Chriss         | Ailier fort        | États-Unis              | Kings de Sacramento (Transféré à Phoenix)                                         | Washington                   |
| 9     | Jakob Pöltl             | Pivot              | Autriche                | Raptors de Toronto (En provenance de Denver via New York)                         | Utah                         |
| 10    | Thon Maker              | Ailier fort Pivot  | Australie Soudan du Sud | Bucks de Milwaukee                                                                | Athlete Institute (Canada)   |
| 11    | Domantas Sabonis*       | Ailier fort Pivot  | Lituanie                | Magic d'Orlando (Transféré à Oklahoma City)                                       | Gonzaga                      |
| 12    | Taurean Prince          | Ailier             | États-Unis              | Jazz de l'Utah (Transféré à Atlanta)                                              | Baylor                       |
| 13    | Yórgos Papayiánnis      | Pivot              | Grèce                   | Suns de Phoenix (En provenance de Washington, transféré à Sacramento )            | Panathinaïkós (Grèce)        |
| 14    | Denzel Valentine        | Ailier             | États-Unis              | Bulls de Chicago                                                                  | Michigan State               |
| 15    | Juancho Hernangómez     | Ailier Ailier fort | Espagne                 | Nuggets de Denver (En provenance de Houston)                                      | Estudiantes Madrid (Espagne) |
| 16    | Guerschon Yabusele      | Ailier Ailier fort | France                  | Celtics de Boston (En provenance de Dallas)                                       | Rouen (France)               |
| 17    | Wade Baldwin IV         | Meneur             | États-Unis              | Grizzlies de Memphis                                                              | Vanderbilt                   |
| 18    | Henry Ellenson          | Ailier fort        | États-Unis              | Pistons de Détroit                                                                | Marquette                    |
| 19    | Malik Beasley           | Arrière            | États-Unis              | Nuggets de Denver (En provenance de Portland)                                     | Florida State                |
| 20    | Caris LeVert            | Arrière            | États-Unis              | Pacers de l'Indiana (Transféré à Brooklyn)                                        | Michigan                     |
| 21    | DeAndre’ Bembry         | Ailier             | États-Unis              | Hawks d'Atlanta                                                                   | Saint Joseph's               |
| 22    | Malachi Richardson      | Arrière            | États-Unis              | Hornets de Charlotte (Transféré à Sacramento)                                     | Syracuse                     |
| 23    | Ante Žižić              | Pivot              | Croatie                 | Celtics de Boston                                                                 | Cibona Zagreb (Croatie)      |
| 24    | Timothé Luwawu-Cabarrot | Ailier             | France                  | 76ers de Philadelphie (En provenance de Miami via Cleveland)                      | Mega Leks (Serbie)           |
| 25    | Brice Johnson           | Ailier fort        | États-Unis              | Clippers de Los Angeles                                                           | North Carolina               |
| 26    | Furkan Korkmaz          | Arrière Ailier     | Turquie                 | 76ers de Philadelphie (En provenance d'Oklahoma City via Cleveland et Denver)     | Anadolu Efes (Turquie)       |
| 27    | Pascal Siakam*          | Ailier fort        | Cameroun                | Raptors de Toronto                                                                | New Mexico State             |
| 28    | Skal Labissière         | Ailier fort Pivot  | Haïti                   | Suns de Phoenix (En provenance de Cleveland, via Boston , transféré à Sacramento) | Kentucky                     |
| 29    | Dejounte Murray+        | Meneur             | États-Unis              | Spurs de San Antonio                                                              | Washington                   |
| 30    | Damian Jones            | Pivot              | États-Unis              | Warriors de Golden State                                                          | Vanderbilt                   |

### Deuxième tour
| Choix | Nom               | Position    | Nationalité | Équipe | Provenance                     |
| ----- | ----------------- | ----------- | ----------- | --- | ------------------------------ |
| 31    | Deyonta Davis     | Ailier fort | États-Unis  | Celtics de Boston (En provenance de Philadelphie, via Miami , transféré à Memphis )                        | Michigan State                 |
| 32    | Ivica Zubac       | Pivot       | Croatie     | Lakers de Los Angeles                                                                                      | Mega Leks (Serbie)             |
| 33    | Cheick Diallo     | Pivot       | Mali        | Clippers de Los Angeles (En provenance de Brooklyn) , transféré à La Nouvelle-Orléans )                    | Kansas                         |
| 34    | Tyler Ulis        | Meneur      | États-Unis  | Suns de Phoenix                                                                                            | Kentucky                       |
| 35    | Rade Zagorac      | Ailier      | Serbie      | Celtics de Boston (En provenance de Minnesota, via Phoenix , transféré à Memphis )                         | Mega Leks (Serbie)             |
| 36    | Malcolm Brogdon R | Arrière     | États-Unis  | Bucks de Milwaukee (En provenance de La Nouvelle-Orléans)                                                  | Virginia                       |
| 37    | Chinanu Onuaku    | Pivot       | États-Unis  | Rockets de Houston (En provenance de New York, via Portland et Sacramento)                                 | Louisville                     |
| 38    | Patrick McCaw     | Arrière     | États-Unis  | Bucks de Milwaukee (Transféré à Golden State)                                                              | UNLV                           |
| 39    | David Michineau   | Meneur      | France      | Pelicans de La Nouvelle-Orléans (En provenance de Denver, via Philadelphie , transféré aux L.A. Clippers ) | Chalon-sur-Saône (France)      |
| 40    | Diamond Stone     | Pivot       | États-Unis  | Pelicans de La Nouvelle-Orléans (En provenance de Sacramento) , transféré aux L.A. Clippers )              | Maryland                       |
| 41    | Stephen Zimmerman | Pivot       | États-Unis  | Magic d'Orlando                                                                                            | UNLV                           |
| 42    | Isaiah Whitehead  | Meneur      | États-Unis  | Jazz de l'Utah (Transféré à Brooklyn)                                                                      | Seton Hall                     |
| 43    | Zhou Qi           | Pivot       | Chine       | Rockets de Houston                                                                                         | Xinjiang Flying Tigers (Chine) |
| 44    | Isaïa Cordinier   | Arrière     | France      | Hawks d'Atlanta (En provenance de Washington)                                                              | Denain (France)                |
| 45    | Demetrius Jackson | Meneur      | États-Unis  | Celtics de Boston (En provenance de Dallas)                                                                | Notre Dame                     |
| 46    | A.J. Hammons      | Pivot       | États-Unis  | Mavericks de Dallas (En provenance de Memphis via Denver                                                   | Purdue                         |
| 47    | Jake Layman       | Ailier      | États-Unis  | Magic d'Orlando (En provenance de Chicago , transféré à Portland )                                         | Maryland                       |
| 48    | Paul Zipser       | Ailier      | Allemagne   | Bulls de Chicago (En provenance de Portland via Cleveland                                                  | Bayern Münich (Allemagne)      |
| 49    | Michael Gbinije   | Arrière     | Nigeria     | Pistons de Détroit                                                                                         | Syracuse                       |
| 50    | Georges Niang     | Ailier      | États-Unis  | Pacers de l'Indiana                                                                                        | Iowa State                     |
| 51    | Ben Bentil        | Ailier fort | Ghana       | Celtics de Boston (En provenance de Miami)                                                                 | Providence                     |
| 52    | Joel Bolomboy     | Ailier fort | Ukraine     | Jazz de l'Utah (En provenance de Boston, via Memphis)                                                      | Weber State                    |
| 53    | Petr Cornelie     | Ailier fort | France      | Nuggets de Denver (En provenance de Charlotte, via Oklahoma City)                                          | Le Mans (France)               |
| 54    | Kay Felder        | Meneur      | États-Unis  | Hawks d'Atlanta (Transféré à Cleveland )                                                                   | Oakland (en)                   |
| 55    | Marcus Paige      | Meneur      | États-Unis  | Nets de Brooklyn (En provenance de L.A. Clippers, transféré à Utah )                                       | North Carolina                 |
| 56    | Daniel Hamilton   | Ailier      | États-Unis  | Nuggets de Denver (En provenance d'Oklahoma City, transféré à Oklahoma City )                              | Connecticut                    |
| 57    | Wang Zhelin       | Pivot       | Chine       | Grizzlies de Memphis (En provenance de Toronto)                                                            | Fujian Sturgeons (Chine)       |
| 58    | Abdel Nader       | Ailier      | Égypte      | Celtics de Boston (En provenance de Cleveland)                                                             | Iowa State                     |
| 59    | Isaiah Cousins    | Meneur      | États-Unis  | Kings de Sacramento (En provenance de San Antonio)                                                         | Oklahoma                       |
| 60    | Tyrone Wallace    | Meneur      | États-Unis  | Jazz de l'Utah (En provenance de Golden State)                                                             | California                     |

## Joueurs notables non draftés
| Nom                    | Position           | Nationalité                  | Provenance        |
| ---------------------- | ------------------ | ---------------------------- | ----------------- |
| DeVaughn Akoon-Purcell | Arrière Ailier     | États-Unis Trinité-et-Tobago | Illinois State    |
| Ryan Arcidiacono       | Meneur             | États-Unis Italie            | Villanova         |
| Ron Baker              | Arrière Meneur     | États-Unis                   | Wichita State     |
| Alex Caruso            | Arrière            | États-Unis                   | Texas A&M         |
| Kyle Collinsworth      | Meneur             | États-Unis                   | BYU               |
| Yogi Ferrell           | Meneur             | États-Unis                   | Indiana           |
| Dorian Finney-Smith    | Ailier             | États-Unis                   | Florida           |
| Bryn Forbes            | Meneur             | États-Unis                   | Michigan State    |
| Patricio Garino        | Arrière Ailier     | Argentine                    | George Washington |
| Marcus Georges-Hunt    | Arrière            | États-Unis                   | Georgia Tech      |
| Josh Gray              | Meneur             | États-Unis                   | LSU               |
| Shaquille Harrison     | Arrière            | États-Unis                   | Tulsa             |
| Danuel House           | Arrière            | États-Unis                   | Texas A&M         |
| Derrick Jones Jr.      | Ailier             | États-Unis                   | UNLV              |
| Jalen Jones            | Ailier             | États-Unis                   | Texas A&M         |
| Damion Lee             | Arrière            | États-Unis                   | Louisville        |
| David Nwaba            | Arrière            | États-Unis                   | Cal Poly          |
| Daniel Ochefu          | Ailier fort        | Nigeria                      | Villanova         |
| Gary Payton II         | Meneur             | États-Unis                   | Oregon State      |
| Marshall Plumlee       | Pivot              | États-Unis                   | Duke              |
| Alex Poythress         | Ailier Ailier fort | États-Unis                   | Kentucky          |
| Wayne Selden Jr.       | Arrière Ailier     | États-Unis                   | Kansas            |
| Jarrod Uthoff          | Ailier fort        | États-Unis                   | Iowa              |
| Fred VanVleet+         | Meneur             | États-Unis                   | Wichita State     |
| Troy Williams          | Ailier             | États-Unis                   | Indiana           |